# La Lettre à Helga
La Lettre à Helga (Svar við bréfi Helgu) est un roman épistolaire de Bergsveinn Birgisson paru en 2010. Il est paru en 2013 en français aux éditions Zulma.

## Résumé
Le roman est une longue lettre écrit par Bjarni, un ancien éleveur islandais âgé aujourd'hui de 90 ans. Il l'adresse à Helga, l'amour de sa vie, et lui adresse ses souvenirs et ses regrets.

## Accueil
Marianne Payot du magazine L'Express a qualifié le roman de « pur délice ».

## Distinctions
- Finaliste du prix Libraires en Seine Corinne Kim 2014[2].